# Farrea beringiana
Farrea beringiana är en svampdjursart som beskrevs av Okada 1932. Farrea beringiana ingår i släktet Farrea och familjen Farreidae.
Artens utbredningsområde är havet kring Filippinerna. Inga underarter finns listade i Catalogue of Life.